# أوغستان-جان فرينل
أوغستان-جان فرينل، (10 مايو 1788- 14 يوليو 1827) (بالفرنسية : Augustin Fresnel)  مهندس مدني وفيزيائي فرنسي أدت أبحاثه في مجال البصريات إلى الاتفاق بالإجماع على نظرية الموجة للضوء، باستثناء أي بقايا من نظرية الانبعاث لنيوتن، من أواخر ثلاثينيات القرن التاسع عشر حتى نهاية القرن التاسع عشر. عُرف بشكل أفضل عبر اختراعه لعدسة فرينل (الانعكاسية/ الانكسارية). تُستخدم العدسة الأبسط (الانكسارية)، التي اقترحها أولاً الكونت بوفون والتي أعاد فرينل اختراعها، في مكبرات الشاشة وفي عدسات المكثف لأجهزة العرض العلوية.
أعطى فرينل أول تفسير مقنع لظاهرة الانحراف بحواف مستقيمة، بما في ذلك أول تفسير قائم على الموجة للانتشار المستقيمي من خلال التعبير عن مبدأ هوغنس للموجات الثانوية ومبدأ يونغ للتدخل من حيث الكم، وافتراض أن الألوان البسيطة تتكون من موجات جيبية. أوضح فرينل طبيعة الاستقطاب وآلية الاستقطاب اللوني ومعاملات الإرسال والانعكاس بين وسطين شفافين.
صاغ لاحقًا مصطلحات الاستقطاب الخطي والاستقطاب الدائري والاستقطاب الإهليجي، وأوضح كيف يمكن فهم التدوير الضوئي على أنه فرق في سرعات انتشار الاتجاهين للاستقطاب الدائري، والتغيير في الاستقطاب بسبب الانعكاس الداخلي الكلي (من خلال السماح لمعامل الانعكاس بأن يكون معقدًا).
خاض فرينل معركة دائمة خلال حياته مع مرض السل، واستسلم له في سن 39. على الرغم من أنه لم يصبح من المشاهير، إلا أنه عاش فترة طويلة بما يكفي للحصول على التقدير اللازم من أقرانه، فحصل وهو على فراش الموت على وسام رمفورد من الجمعية الملكية في لندن، واسمه مرافق دائمًا للمصطلحات الحديثة للبصريات والأمواج. وصف همفري لويد، نظرية فرينل بأنها «أنبل نظرية في مجال العلوم الفيزيائية، باستثناء نظام نيوتن للكون». 

## النشأة

### العائلة
أوغستان-جان فرينل (يُدعى أيضًا أوغستان جان)، المولود في بروغلي، نورماندي، في 10 مايو من عام 1788، كان ترتيبه الثاني بين أخوته الأربعة لوالده المهندس المعماري جاك فرينل (1755-1805) وزوجته أوغستان (1755–1833). في عام 1790، بعد الثورة، أصبحت بروغلي جزءًا من إقليم أور (إقليم فرنسي). انتقلت الأسرة مرتين - الأولى في 1789/90 إلى شيربورغ، والثانية في 1794 إلى ماتيو، كالفادو مسقط رأس الأب جاك، وهناك عاشت والدة فرينل 25 عامًا من حياتها كأرملة.
دخل الأخ الأول لويس (1786-1809) مدرسة البوليتكنيك، وأصبح ملازمًا في المدفعية، وقُتل أثناء الحرب في جاكا، إسبانيا، قبل يوم من عيد ميلاده الثالث والعشرين. أما الثالث، ليونور (1790-1869)، فقد درس الهندسة المدنية، وخلف أوغستان في بعض أعماله، وساعد في تحرير أعماله المجمعة. أصبح الأخ الرابع، فولغنس فرينل (1795-1855)، دبلوماسيًا ومستشرقًا مشهورًا، وساعد أحيانًا أوغستان في المفاوضات. ويبدو أن ليونور كان الوحيد المتزوج بينهم.
كان الأخ الأصغر، جان فرانسوا «ليونور» ميريمي (1757-1836)، والد الكاتب بروسبير ميريمي (1803-1870)، رسّامًا ولكنه حول اهتمامه إلى كيمياء الرسم. أصبح لاحقًا السكرتير الدائم لمدرسة الفنون الجميلة (حتى عام 1814) وأستاذًا في مدرسة البوليتكنيك، وكان نقطة الاتصال الأولية بين أوغستان والفيزيائيين البصريين البارزين في ذلك اليوم.

### التعليم
كان الإخوة فرينل في البداية يتلقون تعليمًا منزليًا من قبل والدتهم. اعتُبر أوغستان الأبطأ بينهم في التعلم، ولم يكن يميل إلى المواد الحفظية؛ يُعتقد أنه لم يبدأ القراءة حتى سن الثامنة ولكن تعد هذه النقطة موضع خلاف. في سن التاسعة أو العاشرة، كان غير متميز باستثناء قدرته على تحويل أغصان الأشجار إلى أقواس ألعاب وأسلحة تعمل بشكل جيد، إذ حصل على لقب (رجل عبقري) من قبل أقرانه.
أُرسل أوغستان في عام 1801 إلى المدرسة المركزية في كاين. رفع أوغستان من أدائه: قُبل في أواخر عام 1804 في مدرسة الفنون التطبيقية، وأخذ المرتبة رقم 17 في امتحان القبول.  نظرًا إلى أن السجلات التفصيلية لمدرسة الفنون التطبيقية بدأت تُكتب في عام 1808، فإننا لا نعرف سوى القليل عن تاريخ أوغستان هناك، باستثناء أنه لم يكن لديه سوى القليل من الأصدقاء، وعلى الرغم من استمرار حالته الصحية السيئة، فقد تفوق في مادتي الرسم والهندسة: إذ حصل في عامه الأول على جائزة عن حله للمشكلة الهندسية التي طرحها العالِم أدريان ماري ليجاندر. تخرج في عام 1806، ثم التحق بالمدرسة الوطنية للجسور والطرق، التي تخرج منها في عام 1809، ثم بدأ في خدمة الجيش باعتباره مهندسًا عاديًا. وبشكل مباشر أو غير مباشر، كان سيبقى في وظيفته تلك لبقية حياته.

### التكوين الديني
كان والدا أوغستان فرينل من الروم الكاثوليك من الطائفة الينسينية، التي تتميز بوجهة نظر الفيلسوف أوغسطينوس المتطرفة للخطيئة الأصلية. احتل الدين المرتبة الأولى في تعليم الأولاد في المنزل.
ظل أوغستان تابعًا لطائفته الينسينية. واعتبر أن مواهبه الفكرية هي هبة من الله، وأن من واجبه استخدامها لصالح الآخرين. عانى من الحالة الصحية السيئة طيلة حياته، وعزم على أداء واجبه قبل أن يحبطه المرض، ترك الملذات وعمل إلى حد الإرهاق. ووفقًا لزميله المهندس ألفونس دولو، الذي ساعده خلال مرضه الأخير، فقد رأى فرينل دراسة الطبيعة كجزء من دراسة قوة الله وطيبته وحبه للخير، ووضع الفضيلة فوق العلم والعبقرية.
اعتُبرت طائفة الينسينية هرطقة من قبل الكنيسة الكاثوليكية الرومانية، وقد يفسر هذا عدم امتلاك فرينل وظيفة تدريس أكاديمية دائمة، على الرغم من إنجازاته العلمية ومؤهلاته الملكية، فهو لم يحصل إلا على موعد وحيد لمقابلة عمل في مدرسة لوكسمبورغ أثينيوم الثانوية في شتاء 1819-1820. على أي حال، فإن المقال الموجز عن فرينل الموجود في الموسوعة الكاثوليكية القديمة لا يذكر طائفته الدينية، ويُوصفه بأنه «رجل متدين بعمق ومميز لحسّه الشديد بالواجب».

## روابط خارجية
- أوغستان-جان فرينل على موقع الموسوعة البريطانية (الإنجليزية)
- أوغستان-جان فرينل على موقع إن إن دي بي (الإنجليزية)